# Maestro dell'Altare di Sant'Agostino
Il Maestro dell'Altare di Sant'Agostino, o Maestro dell'Altare degli Agostiniani (fl. XV secolo), è stato un pittore anonimo tedesco attivo a Norimberga nella seconda metà del XV secolo.

## Biografia
L'anonimo pittore, probabilmente formatosi nella zona dell'alto Reno, nella cerchia di Martin Schongauer e del Maestro del Libro di casa, prende il nome dal grande altare con due coppie di battenti per la chiesa di Sant'Agostino a Norimberga, erroneamente attribuito a Michael Wolgemut. 
L'opera, conservata al Germanisches Nationalmuseum di Norimberga, persa la parte centrale scolpita, ha sui pannelli interni della prima coppia di battenti, a destra: San Luca mentre ritrae la Vergine e San Cristoforo; a sinistra: la Visione di san Bernardo e Santa Barbara; all'esterno, otto santi. 
Sulla seconda coppia di battenti sono raffigurati all'interno, quattro santi e all'esterno, la Leggenda di san Guido, in parte opera su alcuni dipinti di un aiuto che si firma R.F., forse Rueland Frueauf il Vecchio.